# Cueva del Sol

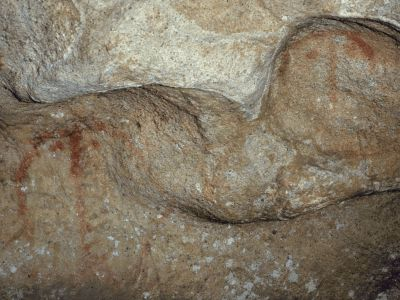
Pinturas rupestres: Ídolos “oculados”

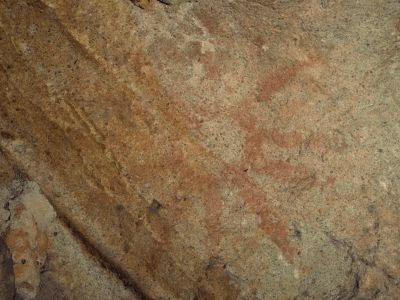
Pintura rupestre: Signo que da el nombre al abrigo

La Cueva del Sol es un abrigo o cueva prehistórica situada cerca de Tarifa, provincia de Cádiz, en la comunidad autónoma de Andalucía, España. Pertenece al conjunto de manifestaciones artísticas prehistóricas denominado Arte Sureño que se encuentra en el sur de Andalucía (España) y que sirve de continuación al arco mediterráneo de la península ibérica. 

## Situación
Este abrigo está situado  dentro del parque natural del Estrecho. Se caracteriza por la gran cantidad de pinturas rupestres. Entre éstas se encuentra un motivo en forma de sol, que da nombre a la cueva, representaciones de la figura humana (antropomorfos) e ídolos “oculados”. Gran interés ha despertado una figura que se ha interpretado como posible representación de un cometa. La mayoría de estas figuras datan del Calcolítico y de la Edad del Bronce.